# Gernrode (Harz)
Pour les articles homonymes, voir Gernrode.
Gernrode (précisément « Gernrode-am-Hartz », pour la distinguer de Gernrode située dans l'arrondissement d'Eichsfeld en Thuringe) est une ancienne ville allemande de l'arrondissement du Hartz en Saxe-Anhalt. Elle a été incorporée le 1er janvier 2011 à la ville de Quedlinbourg. Son nom apparaît pour la première fois en 961, et elle reçoit le droit de cité en 1539. Gernrode se trouve 9 km au sud de Quedlinbourg dans le massif du Hartz. C'est une ville d'eau reconnue par l’État. Elle est aujourd'hui particulièrement célèbre pour son abbaye Saint-Cyriaque de style roman-ottonien, et en tant que terminus de la ligne de chemin de fer à petit gabarit de la Vallée de la Selke.
Gernrode est aussi le chef-lieu de l’Amt (subdivision territoriale) de Gernrode-am-Harz.

## Géographie

### Le site
La ville est située sur la crête nord du Hartz oriental, entre les altitudes de 200 à 320 m. Le point culminant alentour est le piton de Viktorshöhe qui culmine à 585 m. La commune de Gernrode occupe une superficie de 3 406 ha, dont 2718 ha de forêt et 20 ha de plans d'eau. Gernrode est abritée des vents du nord et de l'est par le massif du Bückeberg (250 m). Elle est bornée par les vallées de la Wellbach à lest et du Steinbach à l'ouest. Ces deux rivières se jettent dans la Quarmbach, lui-même affluent de la Bode.

### Géologie

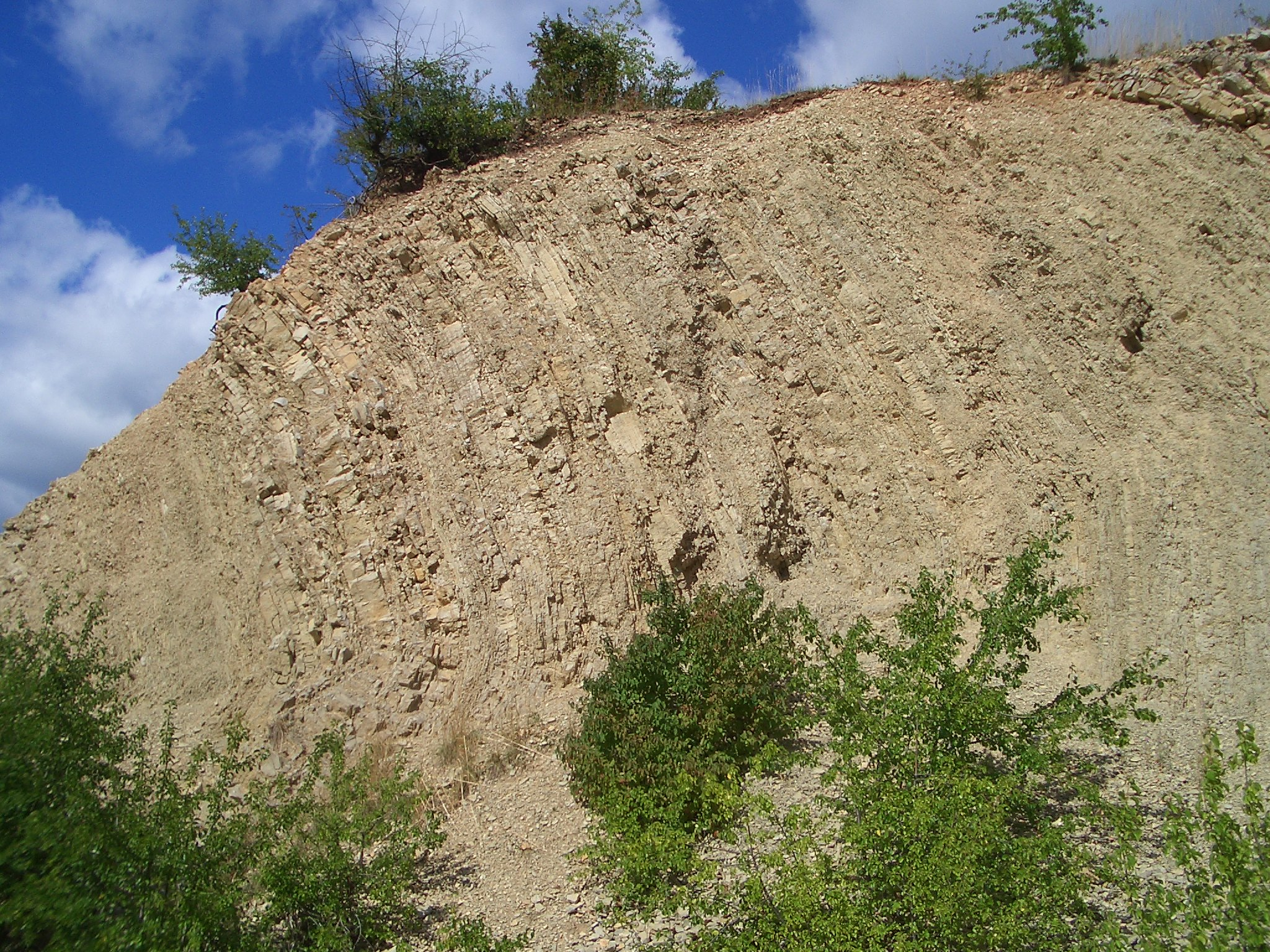
Faciès de calcaire coquillier dans la carrière de Bückeberg au nord de Gernrode.

La région autour de Gernrode témoigne de la formation du Hartz ancien il y a  environ 500 millions d'années et de sa surrection sur les dépôts plus récents. Depuis l'Ordovicien, le Hartz se trouvait dans un bassin sédimentaire maritime, qui a été comblé de sédiments fins en l'espace de 180 millions d'années. Les fonds marins se sont plissés au Dévonien pour former des anticlinaux et des synclinaux. Simultanément, il se développa un volcanisme sous-marin intensif, qui perdura jusqu'au carbonifère inférieur. C'est ce phénomène qui explique l'apport d'éléments basaltiques dans les sédiments du dévonien, que l'on qualifie de roches intrusives : on en a mis au jour un échantillon dans l'étang à l'est de Gernrode. Le Hartz a été façonné par la surrection hercynienne entre 360 et 330 millions d'années : les terrains ont été plissés, soulevés et par endroits érodés. La phase finale de l'orogenèse s'achève il y a 300 millions d'années avec des remontées de magma acide. Le massif granitique du Ramberg date de cette époque. De 320 à 272,5 millions d'années, à l'époque de la formation des grès du Permien, l'érosion s'est intensifiée au niveau des aiguilles apparues avec l'orogenèse. Les roches les plus récentes du Crétacé  ont été préservées dans la vallée de la Mulde entre Hoym et Badeborn. La chaîne de Ruhmberg près de Badeborn marque la naissance du défilé de Quedlinbourg. On y trouve des roches comme le calcaire coquillier, qui s'est formé entre 243 et 230 millions d'années. Au sud de Badeborn s'écoule la Mulde blankenbourgeoise, qui charrie des grès du Crétacé, formés entre 89 et 81 millions d'années. Les berges sud de la Mulde sont marquées par la morphologie des Gegensteine, roches faites de grès quartzeux, cimentées par les écoulements souterrains de solutions siliceuses. Le pendage subvertical des couches, bien visible, prouve le soulèvement du vieux massif du Hartz et son mouvement vers le Nord il y a environ 80 millions d'années. Le Bückeberg, qui s'étend au nord de Gernrode, est formé de l'horizon du calcaire coquillier inférieur et se rattache à la zone soulevée le long de la crête nord du Hartz. On observe clairement le pendage vertical et les décrochements localisés des couches de calcaire coquillier dans l'ancienne carrière de craie de Bückeberg, qui est l'un des sites les plus riches d'Allemagne moyenne pour ce qui est de la série complète du litage de calcaire coquillier.

### Climat
| Mois                     | jan. | fév. | mars | avril | mai  | juin | jui. | août | sep. | oct. | nov. | déc. |
| ------------------------ | ---- | ---- | ---- | ----- | ---- | ---- | ---- | ---- | ---- | ---- | ---- | ---- |
| Température moyenne (°C) | 0,3  | 0,6  | 3,7  | 7,6   | 12,5 | 15,8 | 17,3 | 16,8 | 13,7 | 9,6  | 4,8  | 1,5  |
| Ensoleillement (h)       | 1,8  | 2,4  | 3,5  | 4,8   | 6,2  | 6,2  | 6,1  | 6    | 4,5  | 3,3  | 1,7  | 1,6  |
| Précipitations (mm)      | 37   | 33   | 44   | 45    | 62   | 66   | 50   | 57   | 36   | 33   | 41   | 41   |

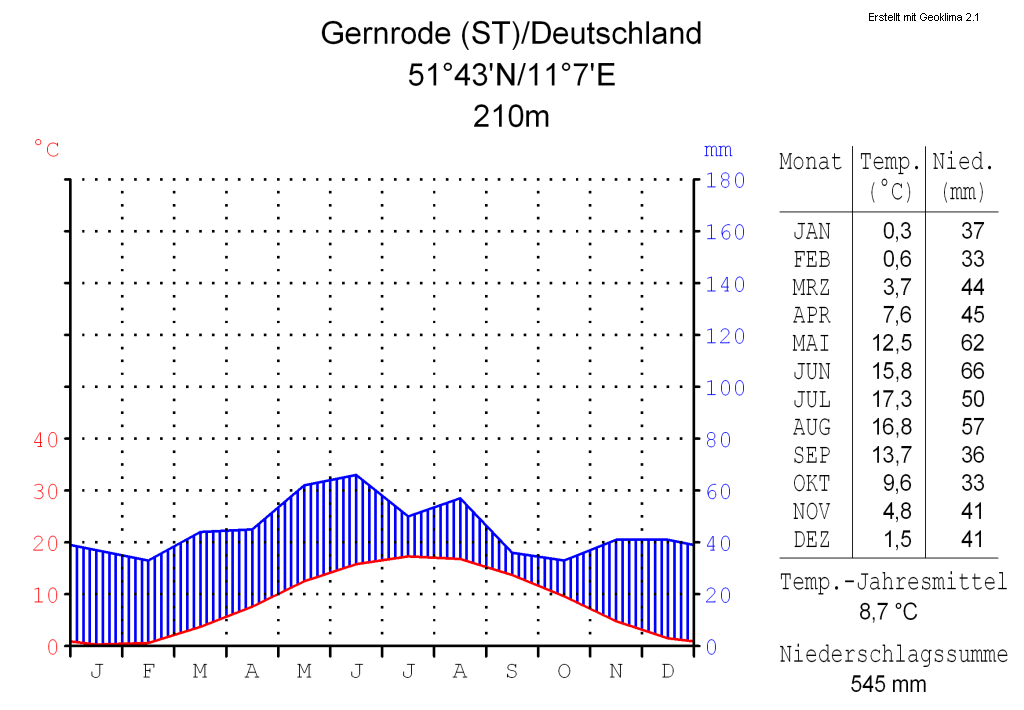
Diagramme climatique pour Gernrode.

La température moyenne annuelle à Gernrode s'élève à 8,7 °C. Les mois les plus chauds sont juillet et août avec des moyennes respectives de 17,3 et 16,8 °C ; les mois les plus froids sont janvier et février avec des moyennes respectives de 0,3 et 0,6 °C en moyenne. L'essentiel des précipitations intervient au mois de juin avec 66 mm, les minima sont février et octobre avec 33 mm en moyenne.
Les monts du Hartz font obstacle aux vents du sud-ouest. La présence du Brocken culminant à 1 141 m contraint les masses d'air à prendre de l'altitude avant de s'épuiser en pluies. Le versant nord-est se trouve ainsi à l’ubac du Hartz. C'est là que se trouve la ville de Gernrode, avec des précipitations annuelles très faibles (545 mm) ; par comparaison, Cologne connaît des pluies d'environ 798 mm. Comme les mois de décembre, janvier et février sont les plus secs  et que les pluies se raréfient brutalement vers la fin de l’automne, on peut parler d'une véritable sécheresse hivernale.

### Quartiers et faubourgs

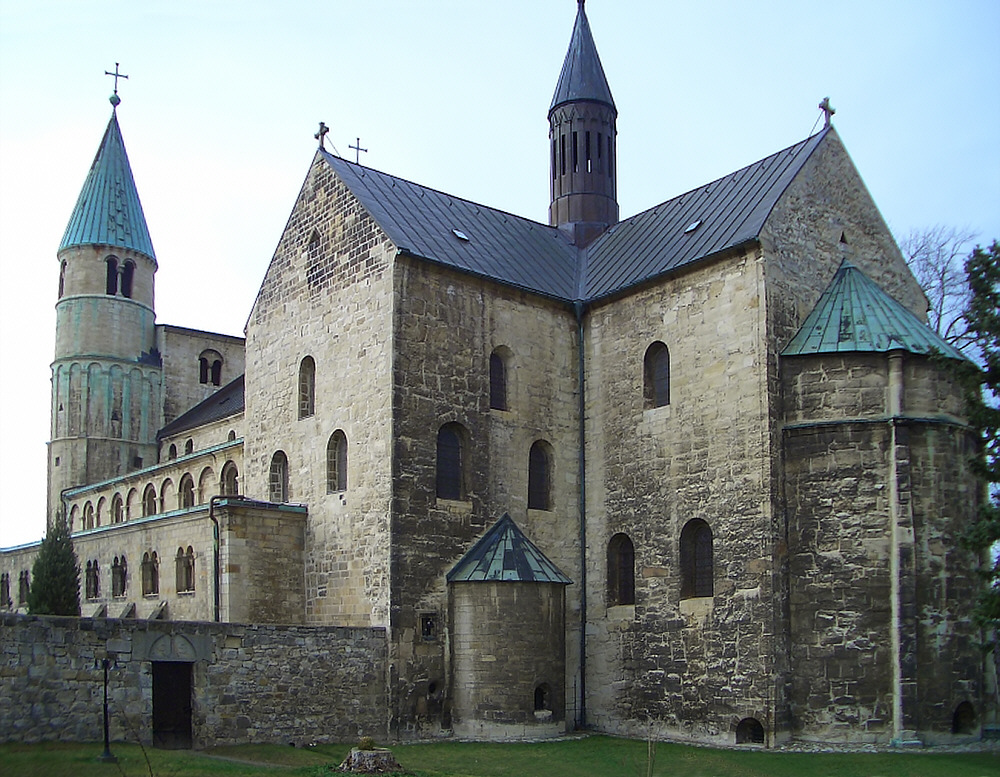
L’abbaye Saint-Cyriaque.

La ville a grandi autour des domaines ecclésiastiques autour de l'abbaye, et à l'est de ceux-ci, l’Altstadt créée par décret du 17 juillet 961 du roi Othon Ier, avec l'ancienne église Saint-Étienne et l'hôtel de ville.
Autour de ce noyau médiéval s'élevèrent, à la Belle-Époque, une ceinture de villas dans le style Art nouveau. Depuis 1990 sont apparus le quartier résidentiel d'Osterfeld et la zone industrielle.

### Communes voisines
Gernrode est une ville de l’Arrondissement de Harz, siège de l’agglomération de Gernrode/Hartz ; elle est entourée de six villes et communes de Saxe-Anhalt (dans le sens des aiguilles d'une montre, en commençant par le nord-est): la commune de Bad Suderode, la ville de Quedlinbourg, la commune de Rieder, les villes de Ballenstedt, Harzgerode et Thale.

## Histoire

### Moyen Âge: dans l'ombre de l'abbaye

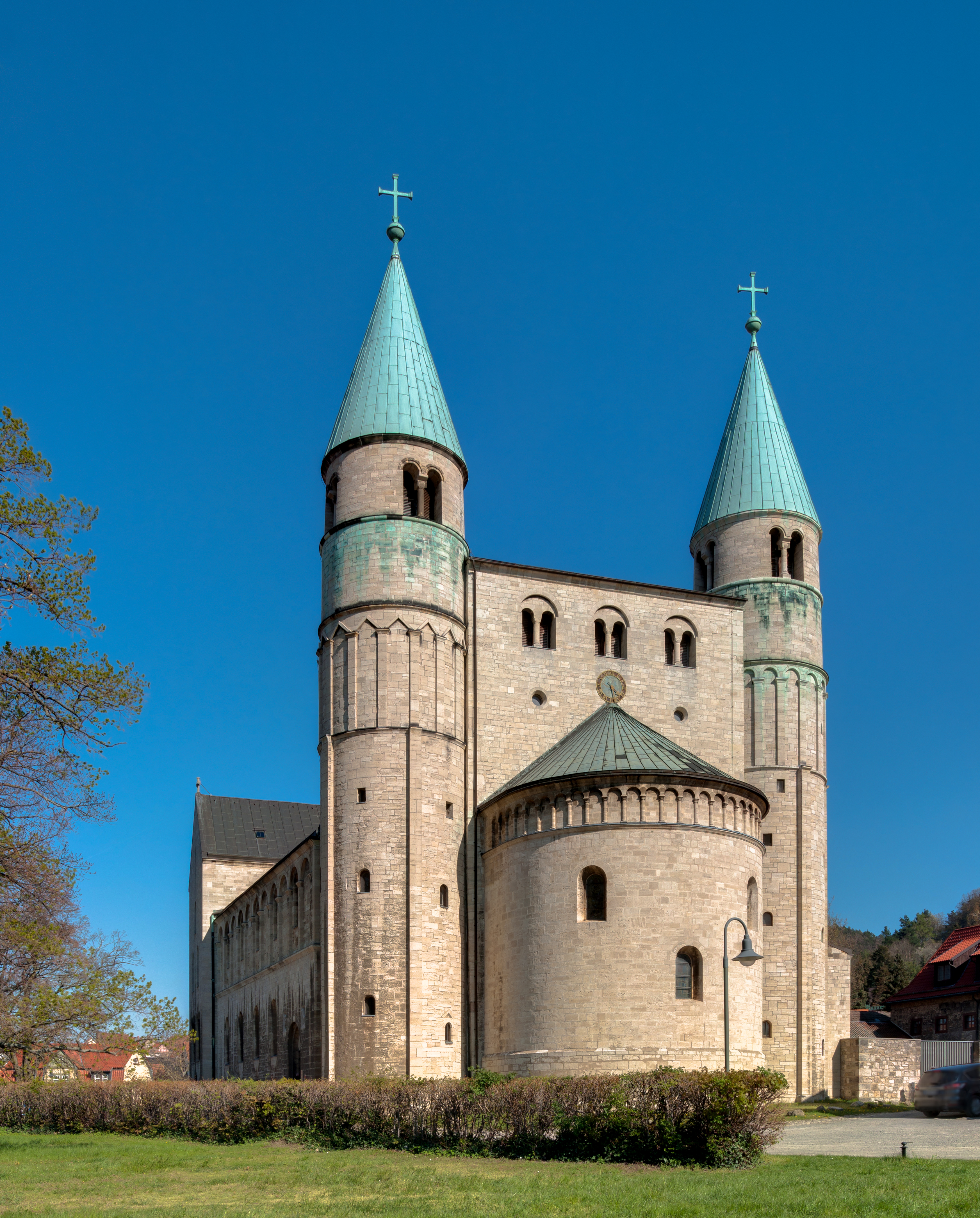
L’abbaye de Gernrode.

En 959 le margrave Géron fit construire dans sa forteresse de Geronisroth un couvent à la tête duquel il plaça sa belle-fille Hathui en tant qu'abbesse. La congrégation fut instituée le 17 juillet 961 par le roi Othon Ier. 
Ses successeurs concédèrent par décret au chapitre le droit d'élire une abbesse et de se choisir un vidame pour répondre aux besoins de la communauté ecclésiastique. Gernrode dépendait de l’Évêché d'Halberstadt, mais bénéficiait de l'immédiateté auprès du pape et de l'empereur. L'abbaye émergea comme un haut-lieu du pouvoir ottonien et salien, et se tenait sur un pied d’égalité avec les abbayes impériales. L’empereur Henri V se rendait de temps en temps à Gernrode et l’empereur Frédéric Barberousse y réunit le ban en  1188. 
C'est dans un décret de fondation de 961 qu'est évoquée pour la première fois une localité du nom de Rode, se trouvant à proximité de l'abbaye et du château fort de Geronisroth. Le toponyme de Geronrod est formé avec le suffixe -rode désignant une terre défrichée. Le nom de Gernrode s'est imposé depuis 1700. Les abbesses avaient autorité sur le bourg Gernrode. Elles étaient assistées dans leurs tâches administratives par un vidame, qui répondait de la sécurité de leur domaine et exerçait le pouvoir temporel sur Gernrode. En 1149, le vidame n'était autre qu'Albert l’Ours de la dynastie des Ascaniens. De cette époque jusqu'à la dissolution de la communauté religieuse en 1616, les Ascaniens conserveront cet office.

### Une ville de la Renaissance

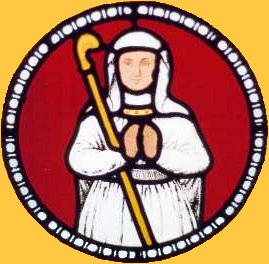
Élisabeth von Weida (1460 † 11 avril 1532) était une abbesse de Gernrode.

C'est en 1533 que les premiers bâtiments d'une école furent construits à Gernrode à l'initiative de l'abbesse Anna von Plauen, et grâce aux subsides de la congrégation. L’idée d'un établissement d'enseignement était venue en 1532 à sa prédécesseur, Elisabeth von Weida. Un écrit de Luther de 1524 l'y exhortait, car le réformateur estimait qu'il fallait ouvrir des écoles pour le peuple. Anna von Plauen et son successeur Anna von Kitlitz poursuivirent leur politique éducative et développèrent des liens avec l'Université de Wittemberg. Dans cette nouvelle école, les enfants étaient éduqués indépendamment de leur origine sociale. On présume aujourd'hui que ce fut la plus ancienne école élémentaire protestante d'Allemagne. Encore en 1847, les locaux d'origine abritaient des classes.
L’abbesse Anna von Plauen accorda en 1539 à la ville le droit de disposer de son propre sceau et de ses propres armoiries, mais il semble qu'il n'ait jamais été question de droits urbains. Toutefois, c'est souvent cette date que l'on retient comme date de fondation de Gernrode : en 1939, le conseil des villes d'Anhalt (anhaltische Städtelandtag), où Gernrode siégeait et votait, fêtait le jubilé des 400 ans des droits urbains.
En raison de sa faible importance, Gernrode demeura un bourg, et ne fut jamais fortifiée. Encore aux XVIIe siècle et XVIIIe siècle, Gernrode n’apparaît dans les actes officiels que comme bourg et seulement rarement comme « ville ».
Lors du partage de l'Anhalt en quatre principautés en 1603, l'abbaye et la ville bénéficièrent au parent le plus âgé (« droit de séniorat »). L'administration et le gouvernement de l'abbaye, qui naguère pouvait en appeler directement au pape, était désormais aux mains du prince le plus âgé de la Maison d'Anhalt. La succession fut définitivement concédée à la maison princière d'Anhalt en 1728 par l’empereur Charles VI. Le dernier héritier de ce fief sera François II en 1802.

### Fief des princes de la Maison d'Anhalt
Lorsqu'en 1696 le partage de la branche aînée intervint, la moitié nord des anciens domaines ecclésiastiques comprenant Großalsleben et Alikendorf échurent à la maison d'Anhalt-Dessau. Les pays du Hartz revinrent aux princes d'Anhalt-Bernbourg. La ville de Gernrode se trouvait à la frontière des terres des princes d'Anhalt-Bernbourg et d'Anhalt-Harzgerode. Puis en 1709, Gernrode fut rattachée à la principauté d'Anhalt-Bernbourg.

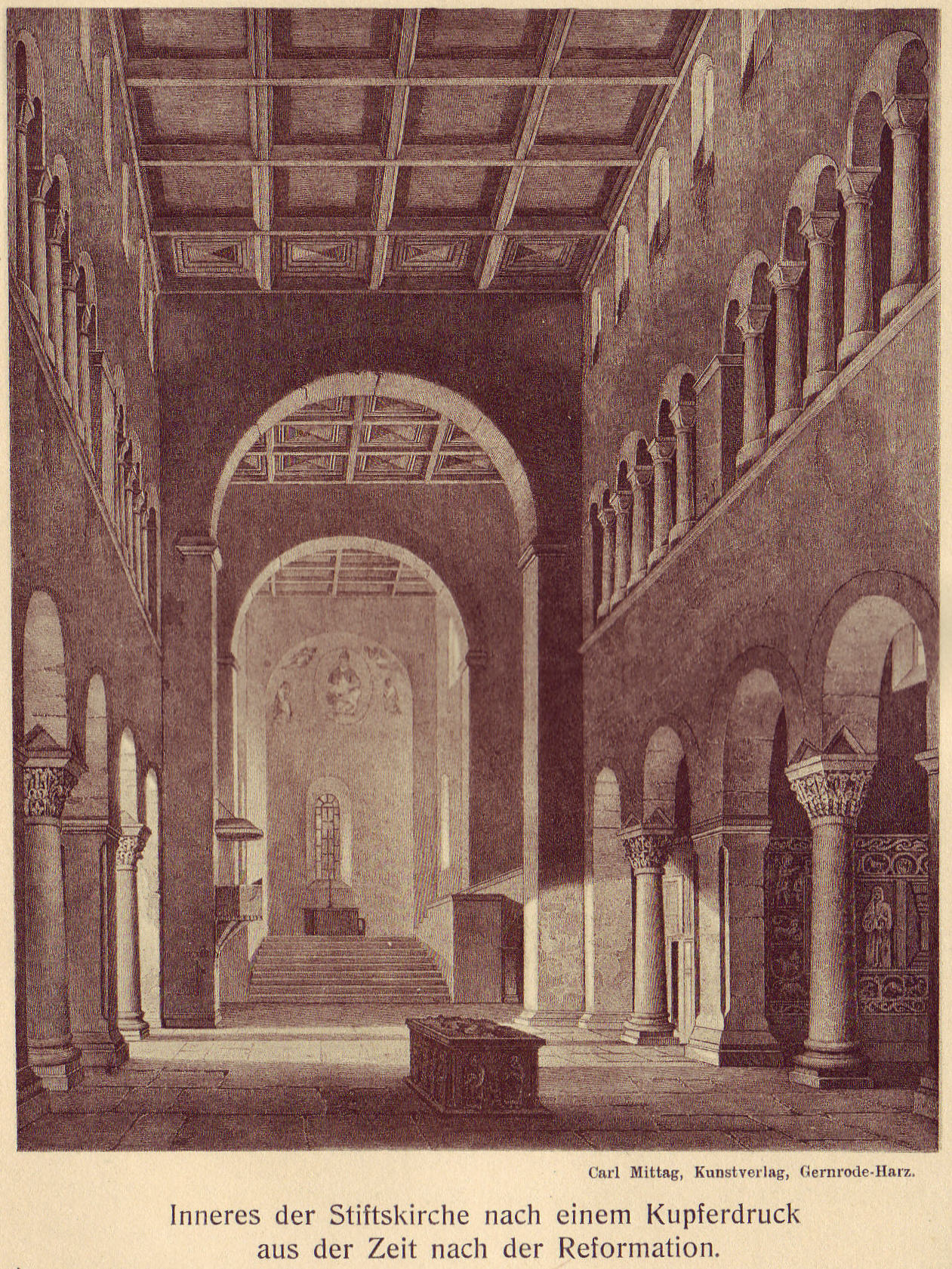
L'abbaye vers 1700.

En 1806, cette principauté fut élevée au rang de duché. Puis, après l'extinction du duché, elle fusionna en 1863 avec le duché d'Anhalt-Köthen pour former le duché d'Anhalt dont Dessau fut désormais la capitale. Au XVIIIe siècle, la principauté d'Anhalt-Bernbourg comprenait deux régions : le pays de Bernburg et la région du Vorharz, comprenant elle-même 5 juridictions : Ballenstadt, Gernrode, Güntersberge, Harzgerode et Hoym. L'octroi de Gernrode commandait alors les échanges avec la Prusse au nord et à l'ouest. La maison d'octroi de Gernrode était, vers 1739, abritée dans la Fürstliche Amtshof, qui se dressait à l'ouest de l'abbaye, et qui était sans doute l'ancien Palais des abbesses. Au début du XVIIIe siècle, une partie des locauxs de l'abbaye, dans la moitié sud, furent aménagés pour devenir le séjour des princes d'Anhalt : leur distribution les destinait certainement à recevoir une cour. C'est pourquoi les habitants appelèrent bientôt ce quartier « le Château » ; la Schlossallee, qui encore aujourd'hui longe le mur d'enceinte de l'abbaye rappelle cet usage. En 1721 l'épouse de Charles-Frédéric d'Anhalt-Bernbourg, la comtesse Wilhelmine-Charlotte von Ballenstedt, qui était d'extraction bourgeoise, fut reléguée à Gernrode avec ses enfants (Frédéric et Charles-Léopold). Le prince Frédéric mourut en 1758 à Gernrode, son frère devint général en Hesse-Cassel, où il mourut en 1769. Leur mère était décédée dès 1740 à Gernrode.

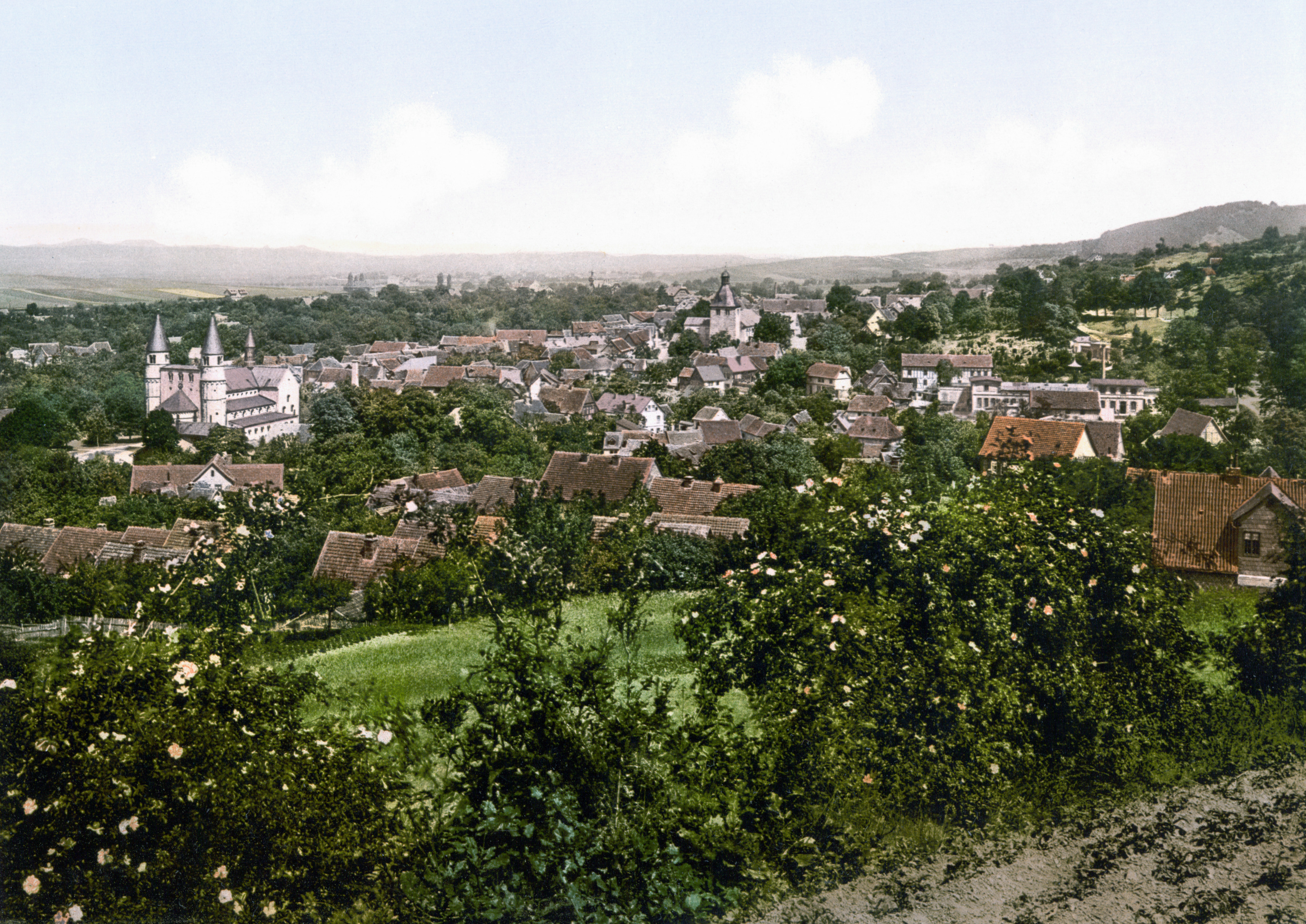
L'abbaye et ses environs vers 1900.

Le quartier de l'abbaye fut converti en 1832 en domaine laïc, son utilisation en ferme entraînant promptement la démolition de l'abbaye et du complexe religieux. Le domaine fut revendu en 1858, et l'année suivante l'architecte Ferdinand von Quast entreprit la reconstruction de la chapelle.
Le règne du prince Victor-Frédéric d'Anhalt-Bernbourg, qui gouverna de 1721 à 1765 en souverain absolu,  revêt une importance particulière pour Gernrode. Il fit construire deux pavillons de chasse (« Sternhaus » et « Viktorshöhe »), puis en 1754 un luxueux hôtel à l'emplacement d'une étendue gazonnée sur le Stubenberg. Cet hôtel sera agrandi et embelli par la suite. Johann Wolfgang von Goethe y résida en 1805 lors de l'un de ses quatre voyages à travers le Hartz.

### AuXIXesiècle: ville de cure
Vers 1700, le bourg comptait environ 1000 habitants. Avec le début du XIXe siècle, cette localité devint un centre de cure. Outre Goethe, Gernrode était fréquentée par des personnalités comme Heinrich von Kleist et Wilhelm von Kügelgen, qui résidaient le plus souvent à l'Hôtel du Stubenberg. 
Grâce aux moyens de communication, Gernrode devint bientôt une petite ville, car l'accueil des touristes exigeait une amélioration des infrastructures. On entreprit la construction de villas et de nouveaux services. Il y eut jusqu'à trois établissements de bains à disposition des curistes :les bains d’Osterteich, du Schraderbad et d'Ottobad. Les moyens de transport se développaient parallèlement, avec l'ouverture en 1885 de la ligne de chemin de fer Quedlinbourg - Aschersleben puis en 1887 la Ligne du Val de Selke (Selketalbahn) à l'initiative de la Gernröder-Harzgeröder-Eisenbahngesellschaft.

### Gernrode sous le Troisième Reich
Sous le régime nazi, le Land d’Anhalt, agrandi d'une partie de l'ancienne province prussienne de Saxe, formait le Gau de Magdebourg-Anhalt. Il fut placé avec le Land de Brunswick sous l'autorité d'un  Reichsstatthalter investi de pouvoirs particuliers. Dans ce contexte, une des villas de Gernrode accueillait un centre de formation de la Ligue des Jeunes Filles Allemandes (Bund Deutscher Mädel, en abrégé BDM).
Puis avec l'entrée en guerre, 178 travailleurs hommes et femmes, essentiellement polonais, sont contraints aux travaux forcés dans les usines d'armement. En 1945, devant l'avancée des Soviétiques, il y eut plus de 6 000 réfugiés  en ville qu'on logea comme on put. Puis le 19 avril 1945, Gernrode fut investie sans combat par l'armée américaine, qui installa son quartier général au Stubenberg. Le 1er mai 1945, l'armée d'occupation plaçait Dietrich Wilde, de Suderode, au poste de bourgmestre. Après l'entrevue des Alliés relative au partage de l'Allemagne, les troupes américaines en juin 1945 cédèrent la place aux forces soviétiques.

### Camp de vacances et bassin industriel de RDA
La création de la RDA entraîna en 1947 celle du nouveau Land de Saxe-Anhalt. Une réforme administrative de 1952 divisa ce Land en deux districts : le District de Magdebourg (RDA) et celui de Halle. La ville de Gernrode et tout l'Arrondissement de Quedlinbourg furent rattachés au District de Halle. 

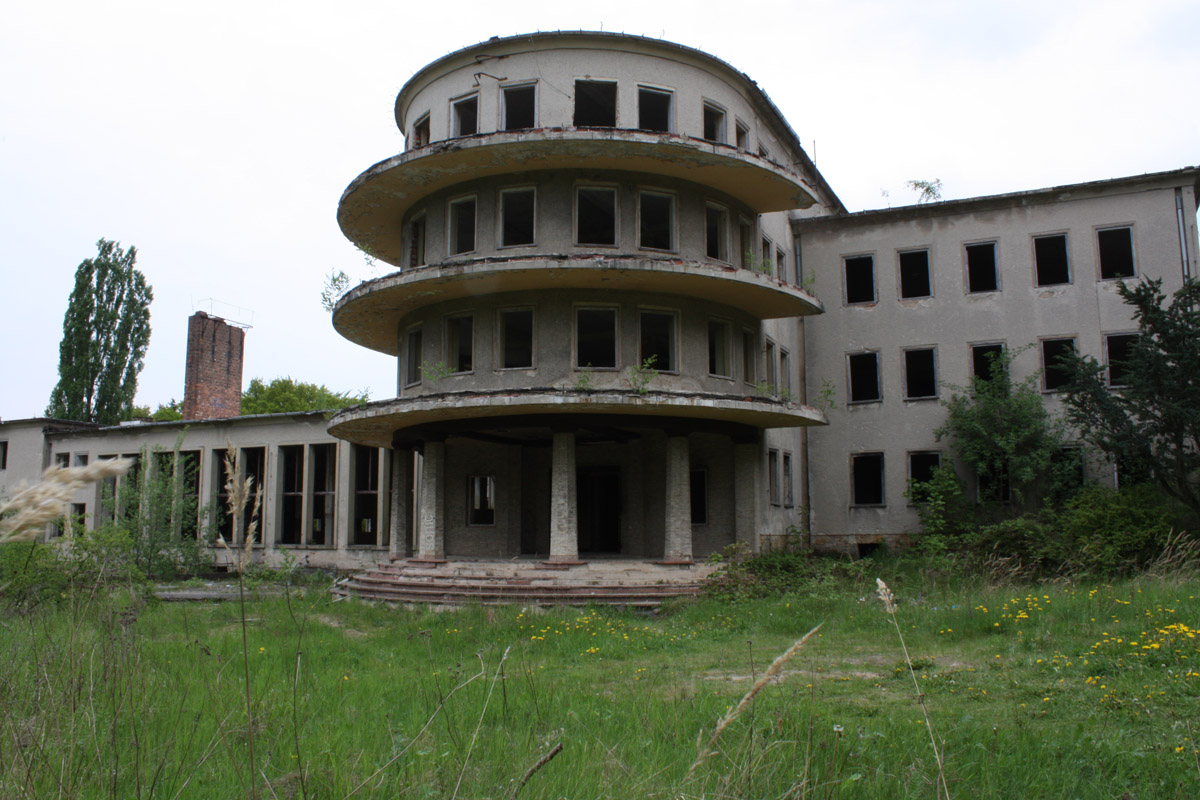
Ruines du camp de vacances Fritz Heckert en 2009.

Reprenant la tradition touristique de Gernrode datant de l'époque bourgeoise, les autorités est-allemandes y entreprirent la construction de camps de vacances pour le syndicat ouvrier officiel, le FDGB, ce qui accrut rapidement le nombre de résidents. Le grand Hôtel Stubenberg était dès 1948 l'un des premiers camps de vacances du FDGB. En 1952 commença la construction du complexe résidentiel Fritz Heckert, le premier bâtiment entièrement neuf construit par le syndicat. On aménagea parallèlement l'Amicale des Vacanciers dans un des bâtiments conventuels. Les constructions de ce genre se multiplièrent, le plus souvent dans le domaine de l'abbaye, où les premiers logements étaient surpeuplés. Le centre de vacances accueille alors la sculpture de la Jeune famille. La multiplication de ces foyers attira un nombre croissant de vacanciers à Gernrode.

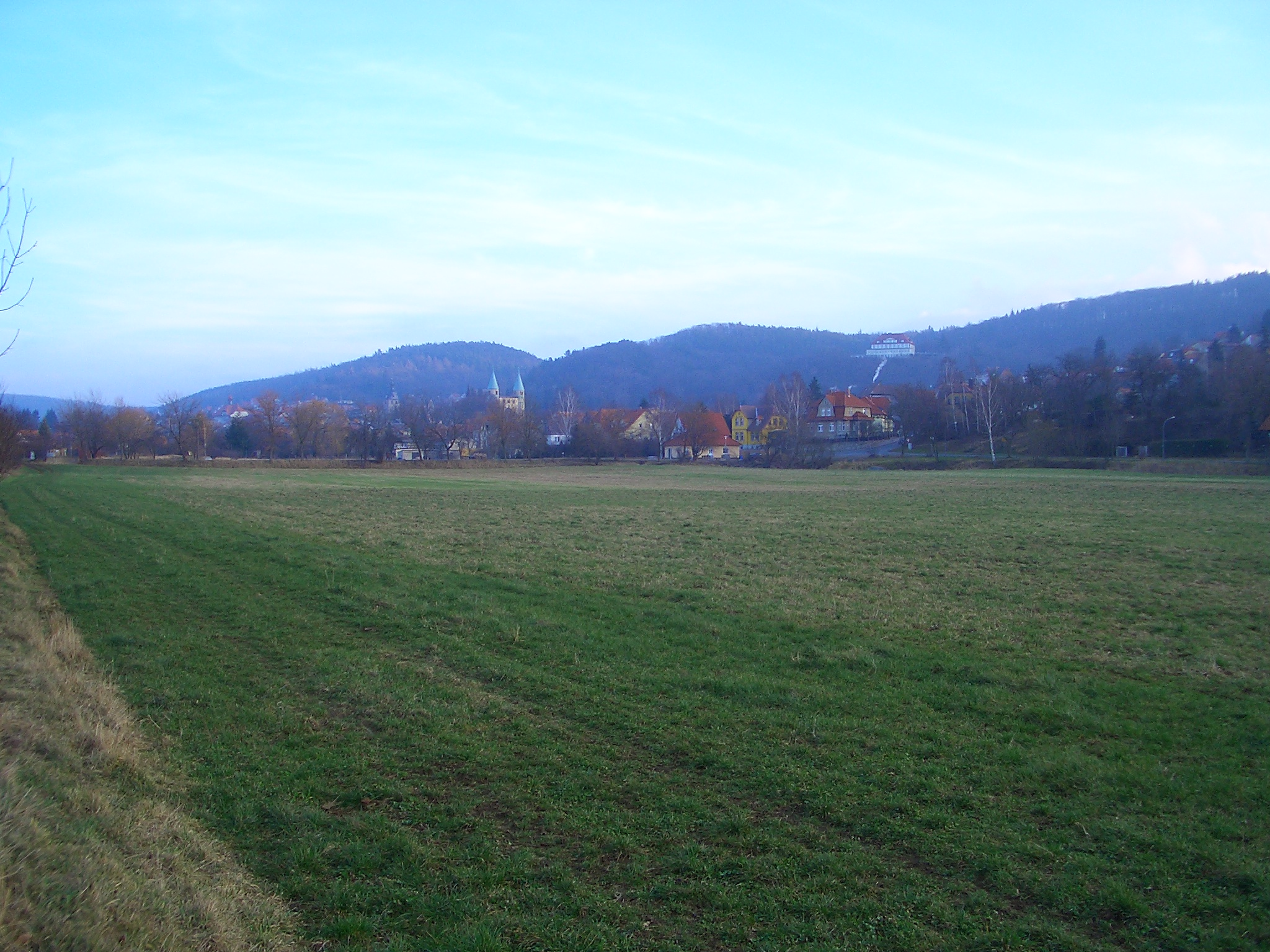
Vue de Gernrode.

En 1961 on fêta le jubilé du millénaire puis en 1989 les 450 ans de la charte (avortée) de la ville.
Malgré le poids des activités touristiques, l’industrie se développait graduellement. Ainsi, en 1960, l’usine autogérée horlogère du Hartz, issue de la confiscation d'une entreprise privée, ouvrit ses portes. En 1969, elle se lança dans la production de pendules à coucou traditionnelles, qu'on peut toujours se procurer sous le label Harzer Uhren. D'autres usines apparurent à Gernrode, spécialisées dans les meubles rembourrés, ou les alcools et spiritueux. Les parcelles agricoles furent regroupées en coopérative agricole, couvrant tous les besoins de la culture des légumes à l'élevage en passant par l'exploitation forestière ; déjà avant la guerre, il y avait à Gernrode une pépinière Teickner, qui fut regroupée en 1972 avec une autre pépinière de Blankenburg pour former la VEG agronomique, forestière et agricole de Gernrode (VEG Saatzucht, Baumschulen und Landschaftsgestaltung Gernrode).

### Gernrode depuis la Réunification

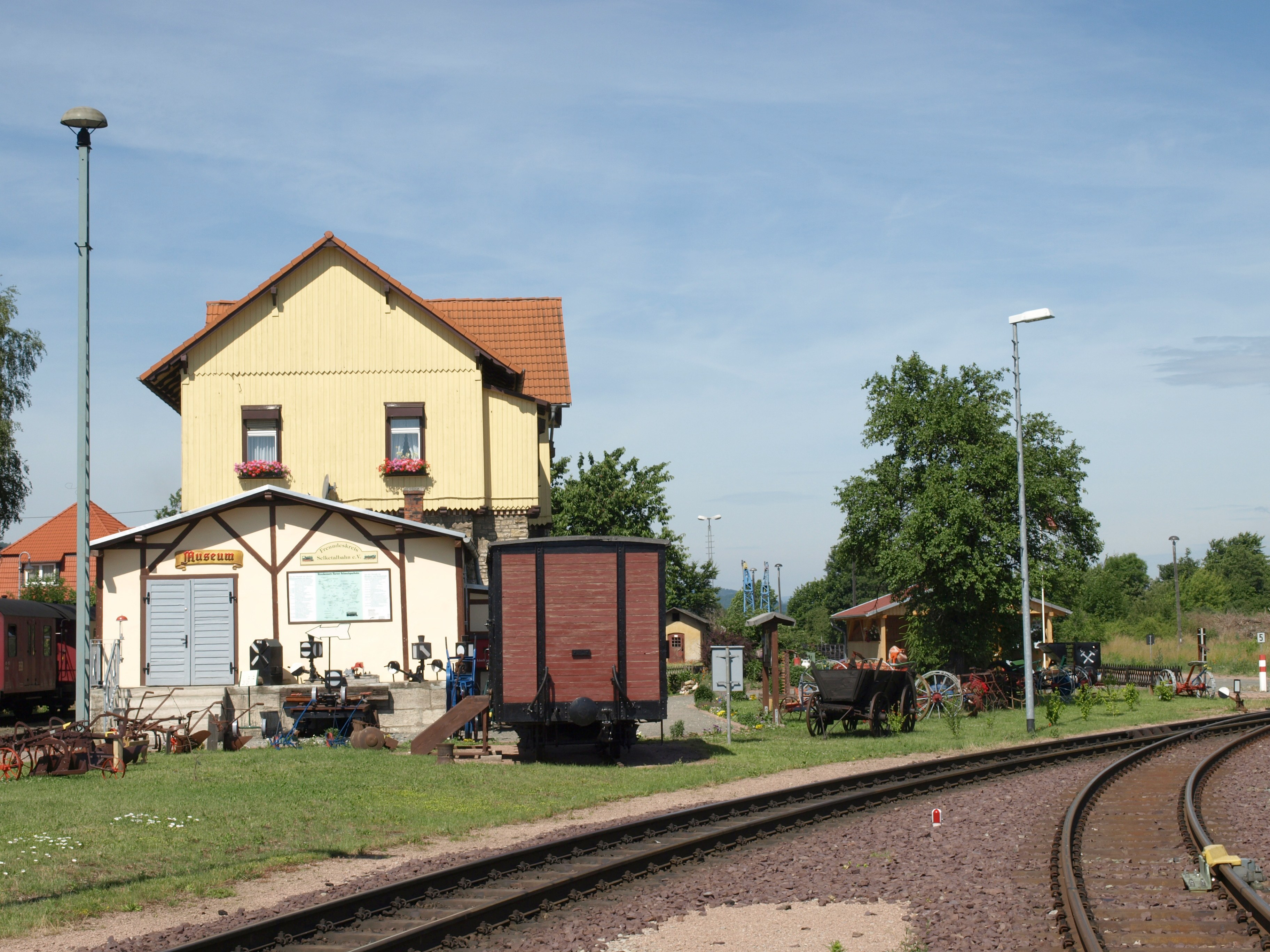
Gare de la ligne de Selketal.

Les bouleversements accompagnant la fin de la RDA à l'automne 1989 entraînèrent la dissolution des associations et des amicales ouvrières de la plupart des sociétés autogérées. Il s'ensuivit un net recul du nombre de vacanciers. Même les centres de repos du Stubenberg finirent par fermer leurs portes. Seules quelques entreprises locales survécurent à ce qu'on a appelé « le Tournant » (Wende), au prix d'une réduction d'effectif. La fermeture des centres de vacance et des usines provoqua une explosion du chômage. Malgré plusieurs projets de reconversion, les anciens foyers d'accueils, comme le Fritz-Heckert et la Freundschaft sont restés inoccupés. Laissés à l'abandon, ils devront désormais vraisemblablement être rasés. L'hôtel du Stubenberg trouva cependant repreneur dès 1992 et a retrouvé sa fonction d'établissement de luxe. 
Depuis le 1er janvier 1994 la ville est le siège de la Communauté d'agglomération de Gernrode-am-Hartz à laquelle appartiennent aussi les communes de Rieder et Bad-Suderode.
Depuis le 4 mars 2006, on a rétabli une ligne de chemin de fer touristique vers Quedlinbourg. Cette Ligne touristique du Val de Selke a même été prolongée et depuis le 26 juin 2006 remise en fonctionnement pour les fêtes du Hartz à Gernrode.
Avec l'entrée en vigueur de la réforme structurelle du 1er juillet 2007 en Saxe-Anhalt, Gernrode a été rattachée au tout nouvel Arrondissement de Harz.

## Démographie
La situation de Gernrode, à l'écart des grandes routes commerciales, n'a jamais permis à la ville de se développer. Ce n'est qu'avec l'industrialisation au XIXe siècle et le début ds transports à longue distance que sa population a commencé à croître. Elle a atteint un pic historique en 1945, avec l'accueil de 6 000 réfugiés. Puis la population a continuellement décru jusqu'en 1989 pour s'établir à 4600 habitants. Depuis la chute de la RDA en 1989-1990, le chômage, la basse de fécondité et l'offre de transport ont continué de faire chuter la démographie : au 31 décembre 2007, la population officielle de Gernrode s'élevait, selon les données de l'office des Statistiques de Saxe-Anhalt, à 3 824 habitants.
| Année | Habitants |
| ----- | --------- |
| 1811  | 1700      |
| 1875  | 2270      |
| 1880  | 2444      |
| 1905  | 3165      |
| 1910  | 3327      |
| 1925  | 3827      |
| 1933  | 4058      |

| Année | Habitants |
| ----- | --------- |
| 1939  | 4457      |
| 1989  | 4600      |
| 2003  | 3959      |
| 2004  | 3949      |
| 2005  | 3931      |
| 2006  | 3897      |
| 2007  | 3824      |

### Structure par classe d'âge
Le tableau suivant montre la pyramide des âges au 31 décembre 2007. Certains chiffres reflètent trois années, d'autres sont établis sur plus de 15 ans.
| Classe d'âge | 0–16 ans | 16–18 ans | 18–25 ans | 25–35 ans | 35–45 ans | 45–60 ans | Plus de 69 ans | Total |
| ------------ | -------- | --------- | --------- | --------- | --------- | --------- | -------------- | ----- |
| Population   | 400      | 86        | 331       | 313       | 601       | 929       | 1164           | 3824  |
| part en %    | 10,5     | 2,2       | 8,7       | 8,2       | 15,7      | 24,3      | 30,4           | 100,0 |

### Prévisions
Les données prévisionnelles sur la démographie de la région de Gernrode proviennent de l'Office Statistique Régional de  Saxe-Anhalt (à la date d'août 2008). Pour Gernrode on prévoit une baisse de 17,4 % (666 individus) entre 2007 et 2025. 
Prévision sur l'effectif de résidents à Gernrode :
| Année     | 2007 | 2010 | 2015 | 2020 | 2025 |
| --------- | ---- | ---- | ---- | ---- | ---- |
| habitants | 3824 | 3707 | 3535 | 3356 | 3158 |

## Jumelage
Bachant (France) depuis le 7 octobre 1969
Gernrode entretient également  un partenariat depuis le 3 octobre 1990 avec Walsrode en Basse-Saxe.

## Religion
La plupart des habitants de Gernrode sont athées. Il y a une communauté catholique et une communauté protestante (environ 10 à 15 % de la population). La congrégation protestante Saint-Cyriaque siège à l'abbaye de Gernrode. Elle est rattachée au consistoire évangélique d'Anhalt et au cercle évangélique de Ballenstedt. Les catholiques appartiennent à la paroisse Sainte-Élisabeth Ballenstedt-Gernrode-Harzgerode, dont le siège est l'église Sainte-Élisabeth de Ballenstedt.